# (592487) 2014 WF509
(592487) 2014 WF509 est un objet transneptunien faisant partie des cubewanos d'environ 290 km de diamètre.